# Michel Debré
Michel Debré (Párizs, 1912. január 15.  – Montlouis-sur-Loire (Indre-et-Loire), 1996. augusztus 2.) francia politikus, jogász, a Francia Akadémia tagja.

## Élete
Apja, Robert Debré orvosprofesszor, a modern gyermekgyógyászat megalapítója Franciaországban, édesanyja szintén orvos. Apai nagyapja híres talmudista, Neuilly-sur-Seine főrabbija volt. Michel Debré katolikus konzervatív államférfiként ismert.
A párizsi Politikatudományok Intézetének elődjében, az ELSP-ben szerzett diplomát, majd a Párizsi Egyetemen jogi doktorátust. 22 évesen sikeres felvételi vizsga után tagja lett a Francia Államtanácsnak, a Legfelsőbb Közigazgatási Bíróságnak. 1939-ben behívták katonának, 1940 júniusában hadifogságba került, de augusztusban sikerült hazaszöknie. Visszatért az állami közigazgatásba. Kezdetben támogatta Maxime Weygand-t, 1941 októberében Emmanuel Monick kabinet igazgatója lett. Monick volt a Marokkóban létrehozott Francia Protektorátus miniszteri főtitkára, és már a Torch hadművelet előkészítésén dolgozott. Debré felesküdött Henri Philippe Pétainnek. Miután a németek elfoglalták a Szabad zónát, Debré tagja lett a francia ellenállók egyik szervezetének, és teljes illegalitásba vonult. A londoni emigrációban szervezkedő de Gaulle és kormánya megbízta Debrét, hogy nevezze ki a felszabaduló Franciaország prefektusait és komisszárjait. Debré 1944-ben Angers republikánus komisszárja lett. De Gaulle kérésére a közigazgatási reform élére állt és 1945 novemberében létrehozta az ENÁt, az Államigazgatási Főiskolát. 
1948-ban, majd 1955-ben Indre-et-Loire szenátorává választották.
Az Európai Védelmi Közösség ellen agitált sikeresen, a francia nemzetgyűlés elutasította a szerződés ratifikálását 1954. augusztus 30-án. Debré 1957-ben havonta megjelenő újságot hozott létre Le Courrier de la colère
néven (későbbi elnevezése Courrier de la Nation). Az újság fő célja a Francia Algéria védelme volt. A  december 20-i számban arról értekezett, hogy a Francia Algériáért harcolni törvényes cselekedet. Az újság hasábjain visszahívta de Gaulle-t a politika színterére.
1958. június 1-jén visszatért de Gaulle, Debré előbb igazságügyi miniszter, majd az V. köztársaság miniszterelnöke lett. Jelentős mértékben megreformálta az igazságügyet, és de Gaulle mellett részt vállalt Franciaország alkotmányának megszövegezésében. 1962. április 8-án népszavazást tartottak Franciaországban az éviani egyezmény életbe léptetéséről. A szavazók 90 százaléka igennel válaszolt. Mivel Debré mindig is ellenezte Algéria függetlenségét, kénytelen volt lemondani áprilisban. Helyére Georges Pompidou-t nevezte ki de Gaulle.
Indre-et-Loire-ban nem választották meg szenátorrá, ezért a Réunionon próbálkozott 1963-ban. Az első választási körzet képviselőjévé választották annak ellenére, hogy miniszterelnökként 1960. október 15-én olyan rendeletet adott ki, ami felhatalmazta a francia gyarmatügyi köztisztviselőket arra, hogy erőszakkal telepítsék át Franciaorszságba a tengerentúli megyékből a rendbontókat. Debré a helyi jobboldal vezetője lett.
A sziget demográfiai problémáival foglalkozott. Úgy gondolta, hogy a nagyszámú gyermek ha felnő, munkát sőt az ország függetlenségét fogja követelni. A 60-as években megszervezte, hogy réunioni gyermekeket vittek át Franciaországba, elsősorban a gyér lakosú Creuse megyébe. A gyermekeket nevelőszülőknél helyezték el. 1963 és 1982 között több mint 1600 gyermeket szakítottak el családjuktól. Az egykor erőszakosan áttelepítettek vádat emeltek a francia állam ellen a családjog megsértése miatt.
Debré a Réunionon betöltött funkciójával párhuzamosan aktívan részt vett hazája politikai életében: gazdasági és pénzügyminiszter (1966–1968), külügyminiszter (1968–1969), nemzetvédelmi miniszter (1969–1973). Hevesen ellenezte a terhességmegszakítás franciaországi liberalizációját. Történelmi léptékű baklövésnek nevezte, amely szükségszerűen demográfiai válságba sodorja majd az országot. 1973-ban önként hagyta el a kormányt, 1988-ban lemondott parlamenti mandátumáról is. 1988-ban a Francia Akadémia tagjává választották. Élete hátralevő részében írással foglalkozott.

## Kitüntetései
- A Francia Köztársaság Becsületrendjének parancsnoka
- Croix de guerre 1939–1945
- Médaille de la Résistance
- Emlékérem a Szabad Franciaországért végzett önkéntes szolgálatért

## Írásai
- Demain la France: Esquisse d'un ordre international (Jacquier álnéven, Emmanuel Monick-kal (Bruère) (1945)
- Refaire la France (Jacquier álnéven, Emmanuel Monick-kal (Bruère) 1944
- La Mort de l'État républicain (1947)
- Projet de pacte pour une union d'États européens  (1950)
- La République et son pouvoir (1950)
- La République et ses problèmes (1952)
- Ces princes qui nous gouvernent (1957)
- Refaire une démocratie, un État, un pouvoir (1958)
- Une certaine idée de la France, beszélgetés Alain Duhamellel (1972)
- Une politique pour la Réunion (1974)
- Le Pouvoir politique Jean-Louis Debrével közösen  (1976 )
- Le Gaullisme Jean-Louis Debrével közösen (1977)
- Français, choisissons l'espoir (1979)
- Lettre ouverte aux Français sur la reconquête de la France (1980)
- Peut-on lutter contre le chômage ? (1982)
- Trois républiques pour une France. Mémoires (5 kötet) (1984–1994)

1. Combattre (1984)
2. Agir (1946–1958) (1988)
3. Gouverner (1958–1962) (1988)
4. Gouverner autrement (1962–1970) (1993)
5. Combattre toujours (1969–1993) (1994)

- Entretiens avec le général de Gaulle (1961–1969) (1993)
- Entretiens avec Georges Pompidou (1971–1974) (1996)

## Kapcsolódó szócikk
- Franciaország miniszterelnökeinek listája